# (5501) 1982 FF2
(5501) 1982 FF2 (1982 FF2, 1948 GD, 1967 JW, 1987 SJ23, 1991 RS3) — астероїд головного поясу.
Тіссеранів параметр щодо Юпітера — 3,491.